# Instituto Borborema
O Instituto Borborema é uma associação cultural sediada na cidade paraibana de Campina Grande. Fundada em 2015, a organização tem como objetivo autodeclarado contribuir com o resgate da educação clássica, contrapondo-se, assim, ao que consideram ser o modelo educacional hegemônico no Brasil, baseado nas ideias de Paulo Freire e Jean Piaget. O instituto é conhecido por compartilhar em suas redes sociais cursos gratuitos, com temas relacionados ao conservadorismo político e à doutrina católica.
Frequentemente apontado como olavista, em virtude da influência da ideologia de Olavo de Carvalho em sua atuação, o Instituto Borborema é reconhecido como um dos maiores difusores do pensamento neoliberal no Brasil, mantendo laços estreitos com outras organizações de cariz conservador, tais como a Brasil Paralelo e o Instituto Mises Brasil. Destaca-se, também, pela defesa do homeschooling, possuindo grande acervo de vídeos sobre o tema em suas plataformas virtuais.
O Instituto Borborema é apontado como parte do movimento político que se convencionou chamar de Nova Direita, constituindo um dos principais polos do conservadorismo no Brasil.